# Mygale SJ07
De Mygale SJ 2007 is een raceauto uit de Formule Ford. De auto wordt gemaakt door de Franse chassisfabrikant Mygale. 
De SJ07 heeft een Ford 16 V Duratec motor met een inhoud van 1.6L, het motorblok is gemaakt van aluminium. Er zit een Hewland LD 200 versnellingsbak in met 4 versnellingen en achteruit. Het chassis is gemaakt van aluminium buizen. Ze gebruiken lichtgewicht AP Racing remmen, de rembalans is te verstellen vanuit de cockpit. De carrosserie is ook gemaakt van aluminium. De auto heeft OZ velgen met Avon slicks.